# Autoretrat (Joan Miró, 1937-38/1960)
Autoretrat és una pintura de Joan Miró, pintada a Barcelona el 1937/1938 i finalitzada el 1960, conservat a la Fundació Joan Miró de Barcelona com un dipòsit a llarg termini d'una col·lecció particular. Aquest autoretrat dual mostra dos moments superposats. A sota, una còpia a llapis d'un quadre començat el 1937, on la fesomia de Miró es fon amb símbols del seu món propi; al damunt, un grafit negre molt sintètic de 1960. El rostre individual és desplaçat per una figura impersonal, anònima, que remet al traç primigeni i universal.

## Descripció
«Vaig agafar un d'aquells miralls d'augment que hi ha gent que fa servir per afaitar-se, el vaig posar a banda i banda, al voltant del meu rostre, i vaig dibuixar tot el que veia, de manera molt minuciosa.» El 1937 Miró dibuixa el seu autoretrat, que revela els símbols del seu univers: estels, sols, arcs iris i flames.
A partir de l'original, actualment al MoMA de Nova York, Miró encarrega una còpia del dibuix, que es veu obligat a deixar a París quan ha de fugir de França durant la Segona Guerra Mundial.
El 1956, instal·lat definitivament a Palma, Miró decideix fer una revisió de la seva obra anterior. En una de les caixes que obre hi ha la còpia del dibuix, al damunt del qual fa un segon autoretrat, amb un traç ràpid, negre, gruixut i vigorós.